# Procès de sorcellerie de Munster
Les procès de sorcellerie de Munster ont lieu de 1539 à 1632 dans la ville impériale de Munster, dont la juridiction s’étend également aux villages de la communauté du val Saint-Grégoire. Ces procès, qui s’inscrivent dans le contexte d’une chasse aux sorcières particulièrement virulente en Alsace, font quarante-quatre victimes, dont la plupart sont condamnées à mort. L’immense majorité des victimes sont des femmes, bien que les hommes et les enfants se fassent plus présents vers la fin de la période.

## Histoire
Les procès de sorcellerie de Munster s’inscrivent dans le contexte plus large de l’épidémie de chasses aux sorcières qui ravage l’Europe entre les XVIe et XVIIe siècles. Ces chasses sont particulièrement virulentes en Alsace, où des dizaines de tribunaux sont actifs pendant cette période, certains, comme celui de Molsheim, condamnant à mort plus de cent personnes.

## Procédure
La procédure judiciaire servant de cadre aux procès de sorcellerie est construite de sorte à ne laisser pratiquement aucune chance de survie à une victime suspectée de tels actes. Une fois arrêtée, la victime est interrogée, presque systématiquement en ayant recours à la torture (peinliche Befragung). La procédure munstérienne est largement tirée des directives du Von der Grösse und Schädlichkeit des Zauberey-Lasters, un traité de démonologie écrit à la fin du XVIe siècle. L’emploi de la torture semble avoir soulevé des interrogations, au moins au début, à en croire une correspondance de 1596 avec Kaspar Vogler, professeur de la faculté de droit de Strasbourg, pour lui demander son avis sur l’utilisation de celle-ci pour obtenir des aveux. Néanmoins, son conseil de modération ne semble pas avoir été suivi au vu de l’usage sans limites des supplices que révèle les documents des interrogatoires. Les déclarations faites sous la torture sont minutieusement consignées et forment les aveux (Urgicht), qui sont signés par sept conseillers de la ville agissant comme témoins et servent à d’acte d’accusation.
Le tribunal, dit « tribunal des maléfices », siège à la Laub et est généralement présidé par le sous-bailli impérial. À ses côtés siègent les seize « juges des maléfices ». Une fois les juges installés, les actes reprochés à l’accusée sont énoncés, puis les accusateurs demandent si le tribunal est réuni selon la coutume et les règlements de la ville et de la vallée et s’il est temps de rendre un jugement. Si le président répond oui, l’accusée est amenée et des avocats sont désignés pour les deux parties, mais celui de la défense ne défend généralement pas son vraiment son cas. Après lecture des aveux et éventuellement quelques échanges juridiques, le tribunal juge l’accusée coupable et prononce la sentence.
À quelques exceptions près, toutes les victimes sont condamnées à mort. La méthode d’exécution privilégiée est le bûcher, mais les accusées peuvent éviter d’être brûlées vives si elles coopèrent en dénonçant d’autres sorcières et en se repentant. Dans ces cas, elles sont alors décapitées avant d’être brûlées.

## Victimes
Les archives des procès permettent d’établir une liste de quarante-quatre victimes, mais il est possible que tous les procès n’aient pas été enregistrés. Les femmes sont très largement majoritaires, avec trente-sept victimes et sont majoritairement des paysannes. Certaines sont veuves au moment du procès, mais la plupart indiquent dans leurs aveux avoir rencontré le Diable quand elles étaient mariées. Elles justifient souvent leurs relations diaboliques par l’espoir d’échapper à une vie misérable, un mari violent et des voisins vindicatifs.
Outre les femmes, quatre hommes et trois enfants de moins de dix ans ont été condamnés au cours de ces procès.

## Caractéristiques des aveux

### Diable
Le Diable apparaît en général pour la première fois sous les traits d’une personne du sexe opposé. Parfois, il prend la forme d’une personne familière, souvent du mari. Les descriptions sont peu nombreuses et se rapportent surtout à sa tenue : il est généralement vêtu de noir et porte une plume blanche, mais quelques témoignages le décrivent habillé en vert, comme un chasseur. Dans tous les cas, il est habillé de manière élégante, parfois trop aux dires des accusés. La seule caractéristique physique qui ressort est que sa main gauche est en forme de patte de poulet.
Lorsqu’il est nommé, le Diable est dans plus de la moitié des cas appelé Peterlein et des variantes comme Perterle ou Cannder Perterle. D’autres noms apparaissent moins fréquemment : Durchdenwald, Ruebin, Kohlöffel, Hämmerlin, Kreutlin et Jäslin. Il se rencontre pour la première fois presque toujours en-dehors de la maison : souvent dans l’étable, mais aussi dans la forêt ou les champs.

### Pacte démoniaque
L’objectif premier du Diable est de séduire pour inciter la victime à renier Dieu. Il utilise pour ce faire son charme, mais fait également des promesses de prospérité et donne de l’argent, qui se révèle invariablement faux et est en réalité des crottes de chèvres, des feuilles mortes, des graines ou des oignons. Dans de rares cas, ce n’est pas le Diable qui réalise cette entreprise de séduction, mais une ou plusieurs sorcières. La séduction s’opère la plupart du temps sur une durée maximum de quinze jours, avec entre une et trois rencontres, bien que les victimes indiquent presque toujours avoir fortement résisté. Une fois établi, le pacte dure en moyenne une vingtaine d’années.

### Sabbat
Le sabbat a la plupart du temps lieu au Stemmelsberg. D’autres lieux apparaissent de manière fréquente : Langenberg, Kilchbuhl, Pfistermatt, Botzmatt, Kummer, Ampfersbach, Brezel, Brückmatt, Mittelberg, Gilchberg, Drei Ahren, Schnepfenriedt, Wahrtbühel, Fronzell, Gippich, Eichberg, Kuttlersmatt und Wyda, Schmelze, Walenbrunnen, Brandbrunnen. Il s’agit le plus souvent de lieux situés en hauteur.
Les accusées disent s’être rendu au sabbat en chevauchant divers ustensiles, balai, fourche ou bâton, et des animaux, notamment des chèvres et des loups, mais aussi de manière plus surprenante des écureuils. Les descriptions du sabbat mettent surtout l’accent sur la richesse des participants, avec une nouvelle fois une insistance particulière sur leurs beaux habits, mais aussi sur la vaisselle d’or et d’argent qu’ils utilisent. La nourriture prend le contrepied de la doctrine chrétienne, avec une abondance de viande et de vin, mais pas de sel ni de pain.

### Actions
Dans tous les aveux, le Diable ordonne aux sorcières de commettre des actes malfaisants. Pour ce faire, il leur remet généralement un bâton et un onguent blanc. Celui-ci est un poison mortel qui est le plus souvent appliqué sur le bâton, avec lequel les sorcières frappent ensuite leurs prétendues victimes. La deuxième utilisation la plus courante de l’onguent est de le mélanger à la nourriture, notamment en l’introduisant dans des pommes. Il est plus rare que l’onguent soit appliqué directement sur la victime, mais certaines accusées qui exercent l’activité de sage-femme disent en avoir appliqué sur le ventre de femmes au moment de l’accouchement pour les tuer. Outre l’onguent blanc, d’autres herbes nocives et une poudre verte sont également décrites dans les aveux. Les sages-femmes utilisent également des méthodes spécifiques pour tuer des enfants, en les étranglant, leur cassant le cour ou en soufflant sur eux le « souffle du Diable ». Les orages et la grêle sont suscités en faisant bouillir dans un chaudron placé sur un feu bleu de l’avoine, des grenouilles, des serpents et des poils d’animaux.
Les accusées disent souvent rechigné à s’en prendre à des humains, préférant désobéir au Diable en visant des animaux à la place. Toutefois, elles cèdent parfois à la suite des menaces du Diable ou après avoir été battues par les autres sorcières. Lorsqu’elles s’en prennent à des humains, leurs aveux montrent qu’elles privilégient des personnes de leur entourage, voisins ou parents, plutôt que des inconnus. Les sages-femmes tendent à viser plus spécifiquement les enfants de femmes qui leur ont manqué de respect.

## État des sources et de la recherche

### Documents d’archives
Les principaux documents produits lors des procès sont de deux types : les aveux (Urgicht und Bekenntis) contiennent les déclarations de l’accusée obtenues lors de la procédure d’interrogatoire et permettent de l’incriminer ; la sentence (Urteil). Concernant les procès de Munster, les documents sont pour la plupart contenus dans le Protokolbuch der Malifizsachen tenu de 1574 à 1636.

### Études
Les procès de sorcellerie de Munster sont étudiés pour la première fois en 1808 par Johann Friedrich Lucé dans un article paru dans l’Alsatisches Taschenbuch für das Jahr 1808. Bien qu’intitulé « Beytrag zur Geschichte der Hexen-Prozesse am Ende der 16te Jahrhunderts im oberen Elsass », cet article ne traite que de Munster et est précieux, car il évoque des documents perdus depuis.

### Liste des victimes
| Date du procès     | Nom                                          | Genre                   | Statut | Lieu d’habitation     | Sentence                       |
| ------------------ | -------------------------------------------- | ----------------------- | ------ | --------------------- | ------------------------------ |
| 1539               | Agatha Botzler                               | femme                   | veuve  | Munster               | libération sur parole          |
| 1583 (5 mai)       | Brig. Kreutlin                               | femme                   | veuve  | Breitenbach           | bûcher                         |
| 1583 (26 mai)      | Catharina Han                                | femme                   | veuve  | Muhlbach              | bûcher                         |
| 1583 (28 juillet)  | Kunigund Voglin                              | femme                   | mariée | Muhlbach              | bûcher                         |
| 1583 (21 août)     | Johanna Lamey                                | femme                   | mariée | Muhlbach              | bûcher                         |
| 1584 (4 octobre)   | Anna Neidtling                               | femme                   | mariée | Metzeral              | bûcher                         |
| 1584 (4 octobre)   | Kunigund Wirrey                              | femme                   | veuve  | Stemmelsberg          | bûcher                         |
| 1588 (7 septembre) | C. Buckenthaler                              | femme                   | mariée | Metzeral              |                                |
| 1588 (15 octobre)  | M. Vockhenes                                 | femme                   | mariée | Breitenbach           | bûcher                         |
| 1596 (4 août)      | Anna Gwinner                                 | femme                   | veuve  | inconnu               | bûcher                         |
| 1596 (6 août)      | Kunigunde Hug                                | femme                   | mariée | Soultzeren            | bûcher                         |
| 1596 (7 septembre) | Gertrud Stahel                               | femme                   | mariée | Metzeral              | bûcher                         |
| 1600 (6 juin)      | Ottilie Braesch                              | femme                   | mariée | Sondernach            | bûcher                         |
| 1600               | non nommée (fille d’Ottilie Braesch)         | femme                   | -      | Sondernach            | bûcher                         |
| 1600               | Die Bickingin                                | femme                   | -      | Muhlbach              | bûcher                         |
| 1600               | Die Kilchoferin                              | femme                   | -      | Muhlbach              | bannissement                   |
| 1600               | Anna Schenler                                | femme                   | -      | Muhlbach              | bûcher                         |
| 1601               | Mag. Schwartz                                | femme                   | -      | -                     | bannissement                   |
| 1603               | Anna Claus                                   | femme                   | -      | Metzeral              | bûcher                         |
| 1608               | Margaretha Berschatt                         | femme                   | veuve  | Kruth                 | condamnation à mort            |
| 1617 (1 février)   | Barbara Morey                                | femme                   | mariée | Soultzeren            | décapitation et bûcher         |
| 1617 (1 février)   | Catharina Wetzel                             | femme                   | mariée |                       | décapitation et bûcher         |
| 1617 (février)     | Merge Doser                                  | femme                   | veuve  | Soultzeren            | décapitation et bûcher         |
| 1617 (février)     | Madalene Febrey                              | femme                   | mariée | Munster               | décapitation et bûcher         |
| 1617 (février)     | Anna Hadey                                   | femme                   | mariée | Munster               | décapitation et bûcher         |
| 1617 (10 mars)     | Anna Huins                                   | femme                   | mariée | Soultzeren            | décapitation et bûcher         |
| 1623 (1 octobre)   | Barbara Müller                               | femme                   | mariée | Sondernach            | décapitation et bûcher         |
| 1623               | Bessei                                       | -                       | -      | -                     | -                              |
| 1623               | « Die Golderin » (épouse de Klaus Kleinbubs) | femme                   | mariée | Soultzeren            | bûcher                         |
| 1623               | non nommée (épouse de Jakob Kempf)           | femme                   | mariée | Soultzeren            | -                              |
| 1623               | Cathrina Lamey                               | femme                   |        |                       | condamnation à mort            |
| 1630 (6 octobre)   | Catharin Schmitt                             | femme                   | veuve  | Stosswihr-Ampfersbach | décapitation et bûcher         |
| 1630 (6 octobre)   | Christina Vischer, dit « Hügerlin »          | femme                   | veuve  | Sondernach            | libérée faute d’aveux          |
| 1630 (25 octobre)  | Anna Loys                                    | femme                   | mariée | Sondernach            | décapitation et bûcher         |
| 1630 (25 octobre)  | Anna Nöhr                                    | femme                   | veuve  | Munster               | pendaison et bûcher            |
| 1630               | Hans Seger                                   | homme                   |        | Sondernach            | bûcher                         |
| 1630               | Claus Sassier                                | homme                   |        | Sondernach            | bûcher                         |
| 1632               | Catharina Habey                              | femme                   |        | Soultzeren            | assignation à résidence        |
| 1632               | Georg Habey                                  | homme (18 ans)          |        | Soultzeren            | doit payer les frais du procès |
| 1632               | Mathis Kremer                                | homme (5 ans)           |        | Soultzeren            |                                |
| 1632               | Melchior Lau                                 | homme (7 ans)           |        | Stosswihr-Ampfersbach |                                |
| 1632               | Katharina Kempf                              | femme (moins de 10 ans) |        | Soultzeren            | bannissement                   |